# Stephen Boyd
Stephen Boyd, pseudonimo di William Millar (Glengormley, 4 luglio 1931 – Los Angeles, 2 giugno 1977), è stato un attore britannico.

## Biografia
Stephen Boyd era il nono e ultimo figlio di Marta Boyd e James Alexander Millar, un camionista canadese che lavorava a Belfast. Studiò alla scuola superiore di Ballyclare e poi frequentò la Hughes Commercial Academy. Terminati gli studi lavorò per una compagnia di assicurazioni irlandese e per un'agenzia di viaggio. Fin da bambino si era avvicinato al teatro, recitando in compagnie semi-professioniste, fino all'ingresso nella Ulster Theatre Group, una compagnia in cui ebbe i primi ruoli da protagonista, mentre nello stesso periodo lavorava saltuariamente alla radio.
Decise quindi di trasferirsi a Londra per tentare il salto di qualità nella carriera teatrale. Poco dopo il suo arrivo si ammalò durante la grande epidemia d'influenza del 1952, tanto da rischiare la vita. In attesa di affermarsi come attore, accettò altre occupazioni saltuarie come il cameriere in un bar, l'usciere al Teatro Odeon e il musicista di strada.
L'attore Michael Redgrave lo scoprì proprio al Teatro Odeon e lo fece entrare nella Windsor Repertory Company. Boyd recitò anche alla televisione inglese, in spettacoli di prosa della BBC, e debuttò sul grande schermo con il film Born for Trouble (1955) di Desmond Davis (1955), cui fece seguito An Alligator Named Daisy (1955) di J. Lee Thompson.
Le sue doti di interprete e il suo virile aspetto fisico gli consentirono di ottenere nel 1956 un contratto di sette anni a Hollywood con la 20th Century-Fox. Nello stesso anno recitò in L'uomo che non è mai esistito di Ronald Neame, prodotto da Alexander Korda e suo primo film americano. Nel 1958 recitò anche in Gli amanti del chiaro di luna di Roger Vadim e nel western Bravados di Henry King.
Il regista William Wyler chiese alla Fox di cedergli Boyd per farlo recitare nel film che stava per dirigere. L'attore ottenne così il ruolo per il quale è maggiormente ricordato, quello del malvagio Messala Severus nel kolossal Ben Hur (1959), film vincitore di 11 premi Oscar. Per la sua interpretazione, Boyd vinse un Golden Globe.
Il ruolo di Messala, che nel 1959 fece di lui un divo, finì tuttavia per condizionare gli anni migliori della sua non lunga carriera, anche se l'attore diede comunque altre significative interpretazioni, come in Tramonto di un idolo (1966) di Russell Rouse, nei panni di un attore il cui rapido successo viene seguito da un altrettanto rapido declino, e Viaggio allucinante (1966) di Richard Fleischer, ove interpretò uno scienziato dedito a un progetto rivoluzionario. In quegli anni Boyd apparve anche nei film La ragazza più bella del mondo (1962) di Charles Walters, con Doris Day, Il terzo segreto (1964) di Charles Crichton, accanto anche all'esordiente Judi Dench, e Il carnevale dei ladri (1967) di Russell Rouse, con Giovanna Ralli e Yvette Mimieux. Nel 1962 affiancò Gina Lollobrigida in Venere imperiale di Jean Delannoy. 
Allo scadere del suo contratto con la Fox, decise di lavorare come attore freelance, senza più legarsi ad alcuna casa produttrice. Da allora recitò in altri celebri film come il kolossal storico La caduta dell'Impero romano (1964) di Anthony Mann, La Bibbia (1966) di John Huston e il western Shalako (1968) di Edward Dmytryk. Lavorò molto in Inghilterra, ma anche in Italia e Spagna, in numerosi film che dal 1968 in avanti diventarono tuttavia sempre meno significativi. A tal riguardo Stephen Boyd disse di sé: «Hanno tentato di fare di me un protagonista, ma io non lo sono. Anche quando ho avuto la possibilità di scegliere un ruolo da protagonista, ho preferito quello di caratterista, se mi sembrava più interessante». E anche: «Tutta la mia vita è stata nel mondo dello spettacolo. Mi piace vedere la gente sorridere. Quando qualcuno ride, viene fuori la sua anima», rammaricandosi di non essersi dedicato abbastanza al teatro, troppo preso dal cinema.
Dopo aver concluso le riprese del film britannico Il racket dei sequestri, il 2 giugno 1977 Boyd morì all'età di quarantacinque anni, in seguito a un infarto occorsogli mentre era alla guida di un golf cart su un campo da golf del Porter Valley Country Club, a Northridge, presso Los Angeles, in California, dopo una mattina di gioco con la moglie. Giunto in ambulanza all'ospedale di Granada Hills in completo arresto cardiaco, morì dopo meno di un'ora. Le sue ceneri sono tumulate all'Oakwood Memorial Park di Chatsworth, in California. Nel 2007 nella stessa celletta sono state tumulate le ceneri della moglie.

## Vita privata
Il 30 agosto 1958 sposò la produttrice italiana Mariella di Sarzana, ma il matrimonio fu brevissimo e il successivo 23 settembre la coppia divorziò. Nel 1976 si sposò per la seconda volta con Elizabeth Mills, segretaria del British Arts Council, che aveva conosciuto nel 1955 e che lo aveva seguito negli Stati Uniti alla fine degli anni cinquanta come assistente personale e segretaria.

## Filmografia

### Cinema
- Le armi del re (Lilacs in the Spring), regia di Herbert Wilcox (1954) (non accreditato)
- Born for Trouble, regia di Desmond Davis (1955)
- An Alligator Named Daisy, regia di J. Lee Thompson (1955)
- L'uomo che non è mai esistito (The Man Who Never Was), regia di Ronald Neame (1956)
- I fucilieri dei mari della Cina (A Hill in Korea), regia di Julian Amyes (1956)
- La settima onda (Seven Waves Away), regia di Richard Sale (1957)
- L'isola nel sole (Island in the Sun), regia di Robert Rossen (1957)
- La casbah di Marsiglia (Seven Thunders), regia di Hugo Fregonese (1957)
- Gli amanti del chiaro di luna (Les bijoutiers du clair de lune), regia di Roger Vadim (1958)
- Bravados (The Bravados), regia di Henry King (1958)
- Ossessione di donna (Woman Obsessed), regia di Henry Hathaway (1959)
- Donne in cerca d'amore (The Best of Everything), regia di Jean Negulesco (1959)
- Ben-Hur, regia di William Wyler (1959)
- Il grosso rischio (The Big Gamble), regia di Richard Fleischer ed Elmo Williams (1961)
- L'ispettore (The Inspector), regia di Philip Dunne (1962)
- La ragazza più bella del mondo (Billy Rose's Jumbo), regia di Charles Walters (1962)
- Venere imperiale, regia di Jean Delannoy (1962)
- Il terzo segreto (The Third Secret), regia di Charles Crichton (1964)
- La caduta dell'Impero romano (The Fall of the Roman Empire), regia di Anthony Mann (1964)
- Gengis Khan il conquistatore (Gengis Khan), regia di Henry Levin (1965)
- Tramonto di un idolo (The Oscar), regia di Russell Rouse (1966)
- Il papavero è anche un fiore (Poppies Are Also Flowers), regia di Terence Young (1966)
- Viaggio allucinante (Fantastic Voyage), regia di Richard Fleischer (1966)
- La Bibbia (The Bible: In The Begenning...), regia di John Huston (1966)
- Il carnevale dei ladri (The Caper of the Golden Bulls), regia di Russell Rouse (1967)
- Superspia K (Assignment k), regia di Val Guest (1968)
- Shalako, regia di Edward Dmytryk (1968)
- Slaves, regia di Herbert J. Biberman (1969)
- Freedom, regia di Richard Franchot (1970)
- Carter's Army, regia di George McCowan (1970)
- Nel buio del terrore (Historia de una traición), regia di José Antonio Nieves Conde (1971)
- ...dopo di che, uccide il maschio e lo divora (Marta), regia di José Antonio Nieves Conde (1971)
- African Story, regia di Marino Girolami (1971)
- La texana e i fratelli Penitenza (Hannie Caulder), regia di Burt Kennedy (1971)
- Il diavolo a sette facce, regia di Osvaldo Civirani (1971)
- Kill!, regia di Romain Gary (1971)
- Una mangusta per 3 camaleonti (Mil millones para una rubia), regia di Pedro Lazaga (1972)
- La macchina della violenza (The Big Game), regia di Robert Day (1972)
- Campa carogna... la taglia cresce, regia di Giuseppe Rosati (1973)
- Lo chiamavano Mezzogiorno (Un hombre llamado Noon), regia di Peter Collinson (1973)
- L'avventuriero degli abissi (The Treasure of Jamaica Reef), regia di Virginia L. Stone (1975)
- La polizia interviene: ordine di uccidere!, regia di Giuseppe Rosati (1975)
- L'uomo che sfidò l'organizzazione, regia di Sergio Grieco (1975)
- Massacro a Condor Pass (Potato Fritz), regia di Peter Schamoni (1976)
- Il racket dei sequestri (The Squeeze), regia di Michael Apted (1977)
- Lady Dracula, regia di Franz Josef Gottlieb (1978)

### Televisione
- A Nest of Singing Bird, regia di Robert Kemp – film TV (1954)
- General Electric Theater – serie TV, episodio 10x15 (1962)
- La chiave del mistero (Key West), regia di Philip Leacock – film TV (1973)
- Hawaii Squadra Cinque Zero (Hawaii Five-0) – serie TV, episodio 10x01 (1977)

## Doppiatori italiani
- Pino Locchi ne L'uomo che non è mai esistito, Bravados, Ossessione di donna, Donne in cerca d'amore, L'ispettore, Viaggio allucinante, Il diavolo a sette facce, Il terzo segreto
- Giuseppe Rinaldi ne L'isola nel sole, Venere imperiale
- Sergio Rossi ne La ragazza più bella del mondo, La caduta dell'impero romano
- Sergio Graziani in Shalako, L'uomo che sfidò l'organizzazione
- Glauco Onorato in Ben-Hur
- Nando Gazzolo in Gengis Khan il conquistatore
- Luciano De Ambrosis ne Il papavero è anche un fiore
- Massimo Foschi ne La Bibbia
- Gianni Bertoncin ne L'esempio di Carter
- Michele Gammino in Campa carogna... la taglia cresce
- Luciano Melani in  Lo chiamavano Mezzogiorno
- Cesare Barbetti ne La polizia interviene: ordine di uccidere!
- Michele Kalamera in Massacro a Condor Pass